# William Yorzyk
William Yorzyk   (Northampton, 29 de maig de 1933 - East Brookfield, 2 de setembre de 2020) fou un nedador estatunidenc, especialista en papallona, que va competir durant la dècada de 1950.
El 1956 va prendre part en els Jocs Olímpics d'Estiu de Melbourne, on va guanyar la medalla d'or en els 200 metres papallona del programa de natació. Aquesta prova era la primera vegada que es disputava en uns Jocs. En el seu palmarès també destaquen una medalla d'or i una de bronze als Jocs Panamericans de 1955. Va establir un total d'11 rècords mundials i va guanyar quatre vegades el títol nacional de papallona a l'aire lliure, de 1955 a 1958, i una en pista coberta, el 1958.
Yorzyk va estudiar medicina a la Universitat de Toronto, on fou guardonat amb el Premi Bickle de la universitat com a millor esportista acadèmic el 1958 i el 1959. Posteriorment va servir com a metge a la Força Aèria dels Estats Units.
El 1971 va ser inclòs a l'International Swimming Hall of Fame.